# Бойко Ламбовски
Бойко Панов Ламбовски е български поет, публицист, есеист, преводач.

## Биография
Роден е в София на 13 март 1960 г. Завършил е Френската гимназия в София и Литературния институт „М. Горки“ в Москва.
Работи в Съюза на българските писатели, в Централния студентски дом на културата, бил е директор на Центъра за книгата към Министерството на културата, завежда отдел „Култура“ във вестник „Сега“.
Пише съвременна поезия. Негови стихове са превеждани на сръбски, немски, английски, френски, руски, чешки, полски, италиански и др. езици.
Пише още публицистика и есеистика, превежда от френски и руски.
Член на журито на Националния младежки конкурс за поезия „Веселин Ханчев“ за 1995 – 1996, 2001, 2003 – 2006 и 2008 г.
Член на журито на националната награда за съвременна българска художествена проза „Хеликон“ от основаването през 2002 до 2006 г., а след това и през 2010 г., от 2013 до 2015 г. и от 2018 до 2023 г.
Член на журито на националната Славейкова награда за лирично стихотворение за 2006 г., 2007 г. и 2011 г.
Член на журито на националния литературен конкурс за поезия „Биньо Иванов“ за 2007 г. и 2009 г.
Член на журито на Националния литературен конкурс „Петя Дубарова“, организиран от Община Бургас в партньорство с Министерството на образованието и науката, Регионалния инспекторат по образованието и къща музей „Петя Дубарова“.
Председател е на българския ПЕН център от 2013 г. до 2019 г.

## Награди
Ламбовски е лауреат е на множество поетични награди, между които:
- „Владимир Башев“ (1986) – за дебютна книга
- „Гео Милев“ (1997) – за принос в съвременното изкуство[22]
- „Дървената роза“ – за книгата му „Ален декаданс“
- Награда на Съюза на българските писатели за публицистика – за книгата му „Глупак в подлеза на света“ – 2008
- Книгата му „Тежка картечница преди сън“ е номинирана от България за Международната награда „Балканика“ (2004)[23]
- Специална награда за поезия на портал „Култура“ за 2020 г.
- Голямата награда за литература на Софийския университет (2021)[24].